# Столе Димитриевски
Столе Димитриевски (на македонска литературна норма: Столе Димитриевски) е футболист от Северна Македония, който играе като вратар за Валенсия.

## Кариера

### Ранна кариера
Роден в Куманово, Димитриевски е юноша на Работнички и дебютира за клуба на 24 октомври 2010 г. в домакинска победа с 2:0 срещу ФК Вардар.
Димитриевски е първи избор на Работнички по време на сезон 2011/12, като също играе в Лига Европа.

### Гранада
На 30 декември 2011 г. Димитриевски е даден под наем на Кадис Б. Въпреки това, той се играе само за резервите в Терсера дивисион и преминава в друг резервен отбор, Гранада Б през през лятото на 2012 г.
На 23 август 2014 г., след наказание на Роберто Фернандес и контузията на Ойер, Димитриевски прави дебюта си за първия отбор в Ла лига, стартирайки с домакинска победа с 2:1 срещу Депортиво Ла Коруня.

### Химнастик
На 16 август 2016 г. Димитриевски подписва двугодишна сделка с отбора от Сегунда Дивисион Химнастик, главно като резерва на Маноло Рейна. Той дебютира за каталунците на 7 септември във втория кръг на Купа на Краля, победа с 1:0 след продължения у дома над Нумансия.
След слабата форма на Себастиян Сая, Димитриевски става титуляр през октомври 2016 г., но това продължава само до декември, когато Рейна се завръща от контузия. На 13 август 2017 г., след напускането на последния, той удължава договора си до 2020 г.

### Райо Валекано
На 31 август 2018 г. Димитриевски е даден под наем на Райо Валекано за една година. Първоначално резерва на Алберто Гарсия, той става първия избор на клуба през ноември.
На 31 януари 2019 г. Димитриевски подписва постоянен договор за три години и половина с клуба от покрайнините на Мадрид.

### Валенсия
На 12 юни 2024 г. е обявено, че Димитриевски ще премине във Валенсия със свободен трансфер, подписвайки двугодишен договор с опция за още две години, който трябва да бъде активиран от 1 юли 2024 г.